# Elisabeth Slettum
Elisabeth Slettum (* 31. August 1986) ist eine norwegische Leichtathletin, die sich auf den Sprint spezialisiert hat.

## Sportliche Laufbahn
Erste internationale Erfahrungen sammelte Elisabeth Slettum beim Europäischen Olympischen Jugendfestival (EYOF) 2003 in Paris, bei dem sie in 24,65 s den sechsten Platz im 200-Meter-Lauf belegte und mit der norwegischen 4-mal-100-Meter-Staffel den fünften Platz erreichte. Im Jahr darauf erreichte sie bei den Juniorenweltmeisterschaften in Grosseto das Halbfinale über 200 m und ging dort nicht mehr an den Start. 2005 startete sie bei den Halleneuropameisterschaften in Madrid und schied dort mit 23,96 s in der ersten Runde aus. Im Juli schied sie bei den Junioreneuropameisterschaften in Kaunas mit 24,58 s im Halbfinale aus und wurde mit der 4-mal-100-Meter-Staffel in der Vorrunde disqualifiziert. 2006 nahm sie an den Europameisterschaften in Göteborg teil und kam dort mit 23,55 s nicht über den Vorlauf hinaus. Im Herbst begann sie dann ein Studium an der University of Louisville im US-Bundesstaat Kentucky. 2007 schied sie bei den U23-Europameisterschaften in Debrecen mit 23,72 s im Halbfinale über 200 m aus und 2013 nahm sie an der Sommer-Universiade in Kasan teil und schied dort mit 24,01 s im Semifinale aus. Im Jahr darauf schied sie bei den Europameisterschaften in Zürich mit 24,09 s in der ersten Runde aus und verpasste mit der 4-mal-100-Meter-Staffel mit 44,62 s den Einzug ins Finale. 2018 qualifizierte sie sich im 400-Meter-Hürdenlauf für die Europameisterschaften in Berlin und kam dort mit 58,56 s nicht über den Vorlauf hinaus. 2022 stellte sie in Bærum mit 23,39 s einen neuen Landesrekord über 200 m in der Halle auf.
2022 startete sie über 200 Meter bei den Weltmeisterschaften in Eugene und schied dort mit 23,55 s in der ersten Runde aus und verpasste zudem mit der norwegischen 4-mal-400-Meter-Staffel mit 3:32,00 min den Finaleinzug. Anschließend erreichte sie bei den Europameisterschaften in München das Halbfinale über 400 m Hürden und schied dort mit 56,61 s aus, während sie über 200 Meter mit 23,67 s nicht über die erste Runde hinauskam. Zudem schied sie dort mit der Staffel mit 3:31,36 min im Vorlauf aus. Bei den World Athletics Relays 2024 in Nassau verpasste sie mit der Frauenstaffel über 4-mal 400 Meter die Direktqualifikation für die Olympischen Spiele in Paris. Anschließend schied sie bei den Europameisterschaften in Rom mit 57,16 s in der Vorrunde über die Hürden aus und verpasste mit der Staffel mit 3:26,05 min den Finaleinzug. Im August schied sie bei den Olympischen Sommerspielen in Paris mit 3:28,61 min ebenfalls im Vorlauf im Staffelbewerb aus.
In den Jahren von 2005 bis 2009 sowie 2014 und 2015 sowie 2019 und 2021 wurde Slettum norwegische Meisterin im 200-Meter-Lauf im Freien sowie von 2004 bis 2006, 2008, 2013 und 2014 sowie 2022 in der Halle. Zudem wurde sie 2004 und 2005 Hallenmeisterin im 60-Meter-Lauf. 2022 siegte sie in der Sprintstaffel (1000 Meter). 

## Persönliche Bestzeiten
- 100 Meter: 11,73 s (+1,1 m/s), 16. August 2013 in Oslo
  - 60 Meter (Halle): 7,58 s, 7. Februar 2004 in Drammen
- 200 Meter: 23,32 s (+0,8 m/s), 16. Juni 2022 in Oslo
  - 200 Meter (Halle): 23,39 s, 29. Januar 2022 in Bærum
- 400 Meter: 53,15 s, 4. September 2022 in Berlin
- 400 m Hürden: 55,77 s, 30. Juni 2022 in Oslo